# Djerkoka II
Djerkoka II est un village de la commune de Belel situé dans la région de l'Adamaoua et le département de la Vina au Cameroun.

## Population
En 1967, Djerkoka II comptait 84 habitants, principalement des Peuls.
Lors du recensement de 2005, 214 personnes y ont été dénombrées.